# Melicytus novae-zelandiae
Melicytus novae-zelandiae (Engels: coastal mahoe) is een plant uit de viooltjesfamilie (Violaceae). Het is een kleine meerstammige struik die tot 2 meter hoog wordt. De donkergroene bladeren zijn leerachtig en hebben een golvende rand. De kleine klokvormige bloemen zijn geelgroen van kleur. Na de bloei komen er witte besachtige vruchten die paarsgevlekt zijn.
De soort komt voor in op het Noordereiland van Nieuw-Zeeland en op Lord Howe-eiland. Hij groeit daar in dicht struikgewas in de kustgebieden.

## Ondersoorten
- Melicytus novae-zelandiae subsp. centurionis P.S.Green
- Melicytus novae-zelandiae subsp. novae-zelandiae